# Sebastián Córdova
Francisco Sebastián Córdova Reyes (Aguascalientes, 12 de junho de 1997) é um futebolista mexicano que atua como atacante. Atualmente joga pelo Club de Fútbol Tigres de la Universidad Autónoma de Nuevo León.

## Carreira
Córdova ingressou na academia de juniores do Club América em 2015. Em 2018, ele se juntou ao Necaxa por empréstimo, onde estreou oficialmente na vitória da Supercopa MX sobre o Monterrey, marcando o único gol da partida. Em 2 de outubro de 2019, Córdova estreou pela seleção principal em um amistoso contra Trinidad e Tobago.

## Títulos
Necaxa
- Supercopa MX: 2018

América
- Copa México: Clausura 2019
- Campeón de Campeones: 2019

Tigres UANL
- Campeones Cup: 2023

México
- Jogos Olímpicos: 2020 (medalha de bronze)